# Boița (okręg Hunedoara)
Boița – wieś w Rumunii, w okręgu Hunedoara, w gminie Răchitova. W 2011 roku liczyła 245 mieszkańców.